# Shahrestān di Shemiranat
Lo shahrestān di Shemiranat (farsi شهرستان شمیرانات) è uno dei 16 shahrestān della provincia di Teheran, il centro di Shemiran è un distretto della città di Teheran (la parte nord). Lo shahrestān ha altre 2 circoscrizioni:
- Lavasanat (بخش لواسانات), con la città di Lavasan.
- Rudbar Qasran (بخش رودبار قصران), con il distretto di Tajrish e la città di Fasham.